# 约西·贝纳永
約西·班拿約（英語：Yosef Shai "Yossi" Benayoun，有時作Benayun，1980年5月5日—），是一名以色列前足球運動員，亦曾擔任以色列國家足球隊隊長，司職進攻中場，亦能擔任左、右中場及翼鋒，左、右腳並能熟練地使用，主要使用右腳。

## 球員生涯
早期
班拿約於9歲的時候，在以色列球會開始足球生涯。在15歲的時候，阿積士的青年軍邀請班拿約及其家人到荷蘭，16歲時他已經是阿積士青年隊的最佳球員和最佳射手，阿積士已準備一份4年職業合約予他。然而他僅僅在荷蘭逗留了八個月，因為他和家人並不適應阿姆斯特丹的環境，決定放棄合約回到比亞斯華夏普爾，國內很多人批評他放棄了黃金機會。
17歲半的時候，他被提升至比亞斯華夏普爾成年隊，但不能阻止球隊降班的命運。該季最後一場賽事對海法馬卡比，他主射一球十二碼，雖然被撲出但仍能補射入網。他以為自己能夠憑著入球協助球會護級，但當他聽到收音機知道另一爭奪留級席位的球隊勝出比賽，比亞斯華夏普爾仍要降級，令他非常失望。該季班拿約出場25次，射入15球。
1998年夏季加入海法馬卡比。班拿約在此逐漸成熟，在2000年更帶領海法馬卡比獲七年來首個聯賽冠軍，班拿約成為最有價值球員，而當時領隊是前車路士領隊格蘭。在2002年，轉會至西甲桑坦德，效力3季期間，他上陣101場入21球，吸引當時重回英超的韋斯咸。

韋斯咸
2005年，在桑坦德和以色列的出色表現，吸引很多球隊的注意力，包括莫斯科中央陸軍、阿仙奴、利物浦、保頓、韋斯咸等。雖然當時保頓已擁有以色列國腳賓希姆，但並未吸引班拿約加盟，最終韋斯咸成功以250萬英鎊簽入班拿約，訂下四年合約。
班拿約加盟後成為韋斯咸進攻核心，該季更帶領球隊進入第125屆英格蘭足總盃決賽。班拿約於決賽正選上陣，對手是上屆歐聯冠軍利物浦，班拿約的表現有優秀的表現。韋斯咸一直以3-2的比數領先利物浦，但在89分鐘紅軍隊長謝拉特於30碼外射入一球遠射迫和韋斯咸，令比賽需要加時。在加時30分鐘內，班拿約曾於左路射一球刁鑽的射門，但被紅軍門將拉爾拿以手邊輕觸改變方向而打中門柱。120分鐘過後，以互射十二碼定勝負，利物浦擊敗韋斯咸奪冠。
他在2006-07球季對富咸的比賽中射入2球，並在本季最後一場「生死之戰」－作客曼聯中上陣，此比賽決定韋斯咸能否護級成功。班拿約於賽事中的攻門差點能打開紀錄，然而被基蘭·李察遜及阿倫·史密夫於門前擋出。後來韋斯咸憑著迪維斯的進球擊敗曼聯，確保了英超席位，護級成功。班拿約效力期間，共為韋斯咸上陣63場，射入8球。
利物浦

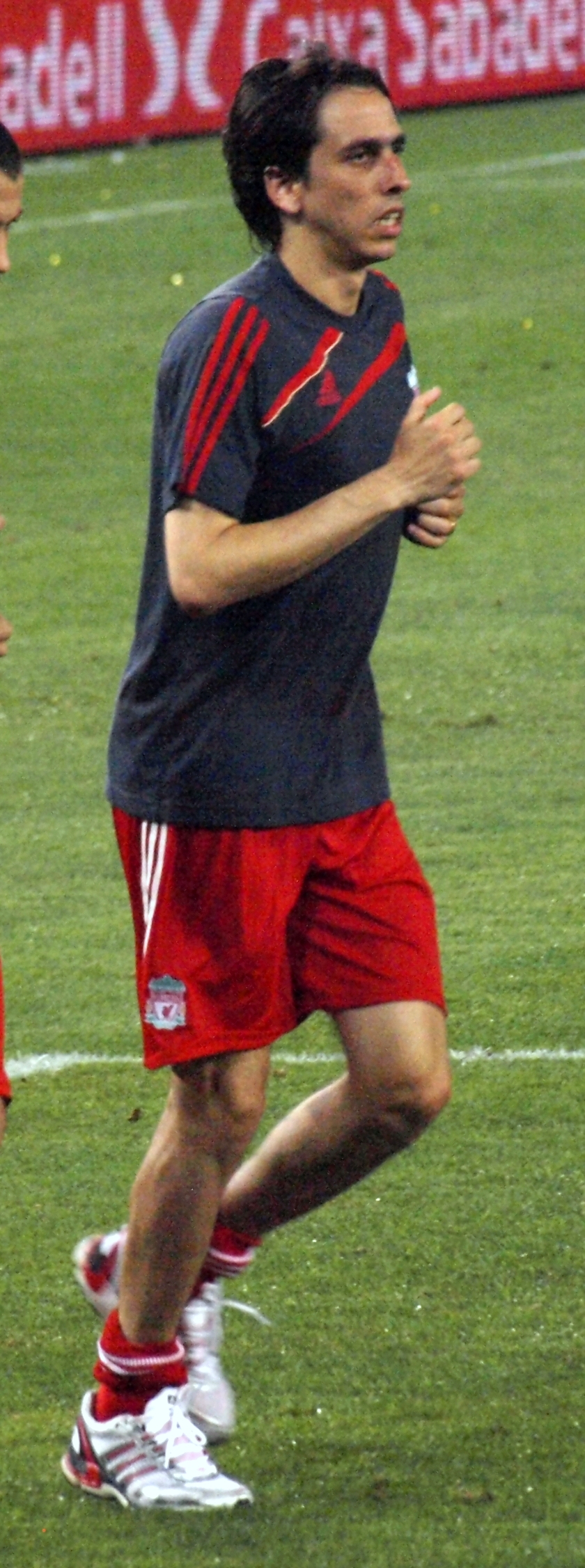
2009年的班拿約

效力韋斯咸期間的出色表現，成功吸引利物浦青睞。班拿約於2007年7月正式以500萬英鎊轉會至利物浦，簽約4年，取代離隊的馬克·干沙利斯穿上11號球衣。
11月6日的歐聯賽事，班拿約大耍帽子戲法及有2球助攻，令紅軍得以8-0創造歐聯最大賽事比分，打破該日前由阿仙奴所創勝7-0的紀錄。2008年4月30日，歐聯四強次回合，利物浦作客對車路士的賽事，利物浦首回合因懷斯的烏龍球致1-1的平局，失掉作客入球而身處劣勢。此場比賽班拿約獲得正選上陣，但上半場因杜奧巴的入球令利物浦以總比數2-1落後，班拿約下半場傳出一球漂亮直塞球，助攻予費蘭度托利斯，令利物浦得以追成總比數2-2，雙方各有一球作客入球及主場入球，令比賽進入加時。可惜利物浦於加時賽中，終以2-3落敗，班拿約未能一嘗踢歐聯決賽之夢。
2008年夏天，高治離隊他投後，班拿約改穿15號球衣，這是他來利物浦前的所有球會效力時均穿着的號碼，亦是他在以色列國家足球隊的號碼。
車路士
2010年7月2日，班拿約簽約加盟車路士，轉會費據傳為550萬英鎊，穿上10號球衣。班拿約在季前對陣曼聯的英格蘭社區盾中後備上陣，可惜球隊以1-3敗陣。8月21日，班拿約在作客韋根的聯賽賽事中攻入加盟後的首個入球，協助球隊大勝6-0。
外借阿仙奴
2011年8月31日，阿仙奴領隊雲加在球隊以2:8大敗曼聯後，宣布將會引入大量球員，他是繼朴主永、安達·山度士、阿迪達和梅迪薩卡後，阿仙奴在轉會窗關閉前加盟的最後一名球員，他從車路士以外借方式加盟，為期1年。
外借韋斯咸
2012年8月31日，韋斯咸與車路士達成協議借用32歲的班拿約一個球季。
2013年1月3日，韋斯咸宣佈班拿約借用結朿，其巳返回車路士。
重返車路士
2013年6月7日，車路士宣佈有多名球員於6月底約滿後不獲新合約可自由轉會，班拿約為其中之一。
女皇公園巡遊者
2013年12月10日，贝纳永加入女王公园巡游者队，直到2013-14赛季结束。

## 榮譽
海法馬卡比
- 以色列超級足球聯賽 冠軍（2）：2000/01年、2001/02年

車路士
- 冠軍（1）：2013年

個人
- 以色列足球先生：2000/01年

## 外部連結
- 足球数据库：约西·贝纳永的球员统计数据
- 車路士官方 班拿約檔案
- 班拿約於以色列足總簡歷